# Celso Albelo
Celso Albelo (Santa Cruz de Tenerife, 17 novembre 1976) è un tenore spagnolo.

## Biografia
Celso Albelo si è formato nel Conservatorio Superiore di Musica della sua città con Isabel García Soto e nella Scuola Superiore di Canto Reina Sofía di Madrid con Tom Krause e Manuel Cid, perfezionandosi più tardi con Carlo Bergonzi nell'Accademia di Busseto.
Debutta nel 2006 con il personaggio del Duca di Mantova (Rigoletto) interpretato accanto a Leo Nucci per il Festival Verdi a Busseto. Comincia così una carriera che in pochi anni lo ha portato a debuttare al Teatro alla Scala (Pagliacci e Don Pasquale), al Gran Teatro La Fenice di Venezia (L'elisir d'amore e Rigoletto), all'Accademia nazionale di Santa Cecilia a Roma (Guillaume Tell), al Teatro Verdi di Trieste (Don Pasquale, Les pêcheurs de perles, Maria Stuarda), al Teatro Carlo Felice di Genova (Don Pasquale), al Teatro Comunale di Bologna (I puritani), al Teatro Verdi di Salerno (Lucia di Lammermoor, I puritani, L'elisir d'amore), al Teatro Lirico di Cagliari (Falstaff, L'elisir d'amore), al  Teatro Massimo Vincenzo Bellini di Catania (Maria Stuarda), al Teatro Real di Madrid (Rigoletto), al Campoamor di Oviedo, alla Opernhaus di Zurigo (Rigoletto, Don Pasquale, La Juive, Gianni Schicchi, Maria Stuarda), all'Opera di Tokyo (Lakmé), e ad Amburgo (L'elisir d'amore). Inoltre ha cantato nei festival delle Terme di Caracalla (Rigoletto), al Festival Rossini di Pesaro (Stabat Mater), di Las Palmas de Gran Canaria (La Sonnambula, L'elisir d'amore), al Festival Mozart de La Coruña (Rigoletto, Don Pasquale, I Puritani, La Fille du régiment, L'elisir d'amore), al Festival Castell de Peralada (Don Pasquale), al Savonlinna Opera Festival (I puritani), all'Opéra di Montecarlo (Rigoletto) e al Festival Baden-Baden (La sonnambula in versione concerto). Recentemente ha cantato con il Teatro Comunale di Bologna in una tournée in Giappone con I puritani, nella Royal Opera House di Londra con La Sonnambula), all'Opéra National di Parigi (La fille du régiment ), alla Wiener Staatsoper (L'elisir d'amore, La sonnambula) e nella Deutsche Oper di Berlino (Lucia di Lammermoor).

## Repertorio
| Ruolo              | Titolo                   | Autore      |
| ------------------ | ------------------------ | ----------- |
| Elvino             | La sonnambula            | Bellini     |
| Lord Arturo Talbo  | I puritani               | Bellini     |
| Tebaldo            | I Capuleti e i Montecchi | Bellini     |
| Gualtiero          | Il pirata                | Bellini     |
| Faust              | La damnation de Faust    | Berlioz     |
| Nadir              | Les pêcheurs de perles   | Bizet       |
| Gerald             | Lakmé                    | Delibes     |
| Riccardo Percy     | Anna Bolena              | Donizetti   |
| Nemorino           | L'elisir d'amore         | Donizetti   |
| Roberto Leicester  | Maria Stuarda            | Donizetti   |
| Edgardo Ravenswood | Lucia di Lammermoor      | Donizetti   |
| Roberto Devereux   | Roberto Devereux         | Donizetti   |
| Tonio              | La fille du régiment     | Donizetti   |
| Fernand            | La favorite              | Donizetti   |
| Ernesto            | Don Pasquale             | Donizetti   |
| Gennaro            | Lucrezia Borgia          | Donizetti   |
| Roméo              | Roméo et Juliette        | Gounod      |
| Leopold            | La Juive                 | Halévy      |
| Peppe/Arlecchino   | Pagliacci                | Leoncavallo |
| Werther            | Werther                  | Massenet    |
| Nicias             | Thaïs                    | Massenet    |
| Don Ottavio        | Don Giovanni             | Mozart      |
| Ferrando           | Così fan tutte           | Mozart      |
| Rinuccio           | Gianni Schicchi          | Puccini     |
| Arnold Ruodi       | Guillaume Tell           | Rossini     |
| Laërte             | Hamlet                   | Thomas      |
| Duca di Mantova    | Rigoletto                | Verdi       |
| Alfredo Germont    | La traviata              | Verdi       |
| Riccardo           | Un ballo in maschera     | Verdi       |

## Riconoscimenti
Celso Albelo ha ricevuto vari riconoscimenti come il Premio Ópera Actual 2008, l'Oscar della lirica della Fondazione Arena di Verona nel 2010 e nel 2012, il Premio Lirico Teatro Campoamor nel 2010 e nel 2012 in Spagna, la Medalla de Oro delle Isole Canarie 2013, il Premio Giuseppe Lugo 2013 in Italia, il Premio Codalario 2014 e il Premio Taburiente nel 2017.